# Waldshut-Tiengen
Waldshut-Tiengen (phát âm tiếng Đức: [ˈvaltshuːt ˈtiːŋən]; tiếng Đức Alemanni: Waldshuet-Düenge) thường được gọi là Waldshut, là một thị trấn nằm ở phía tây nam bang Baden-Württemberg, Đức, ngay biên giới với Thụy Sĩ. Đây là huyện lỵ và đồng thời là đô thị lớn nhất ở Waldshut.

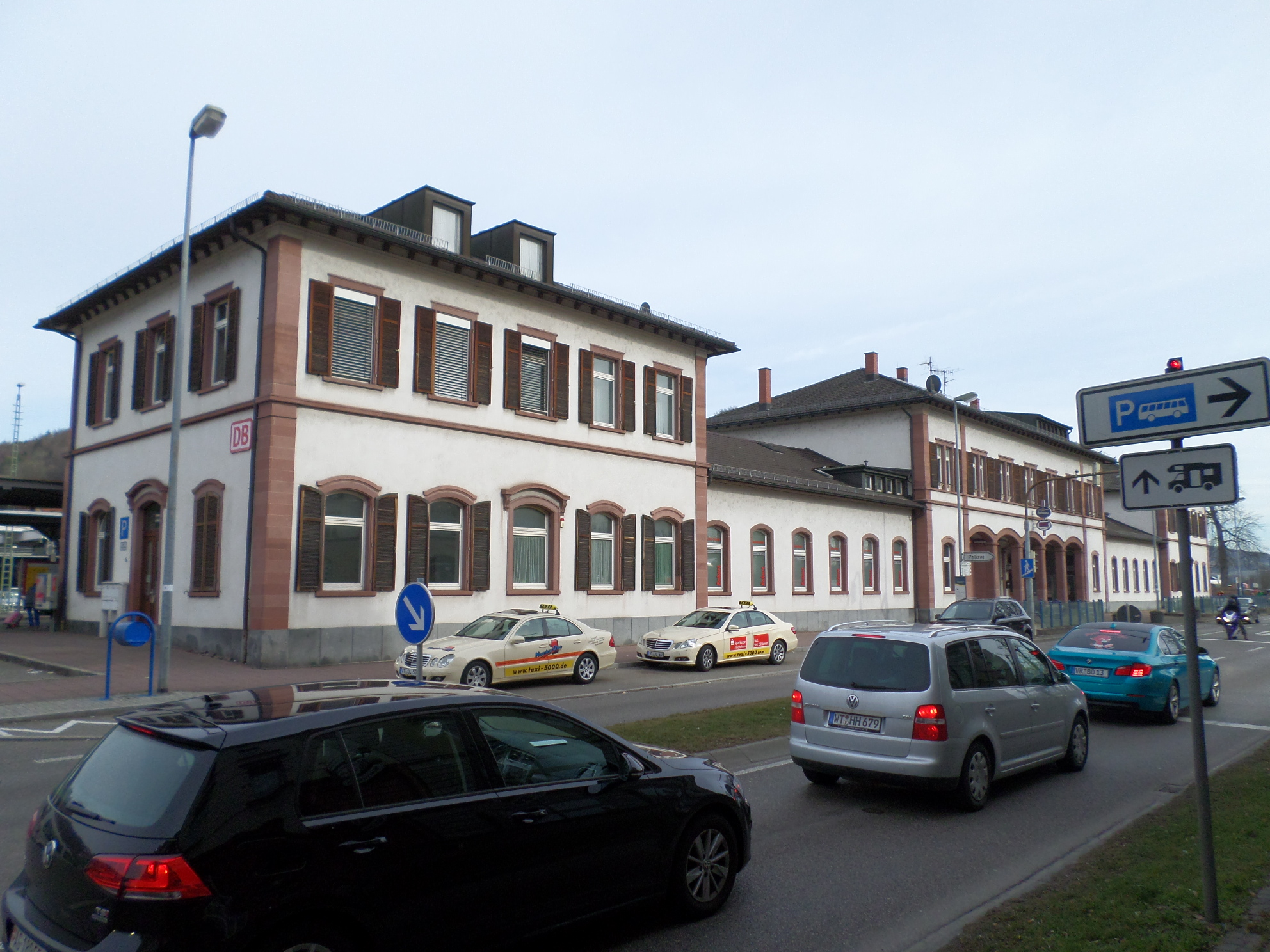
Ga Waldshut

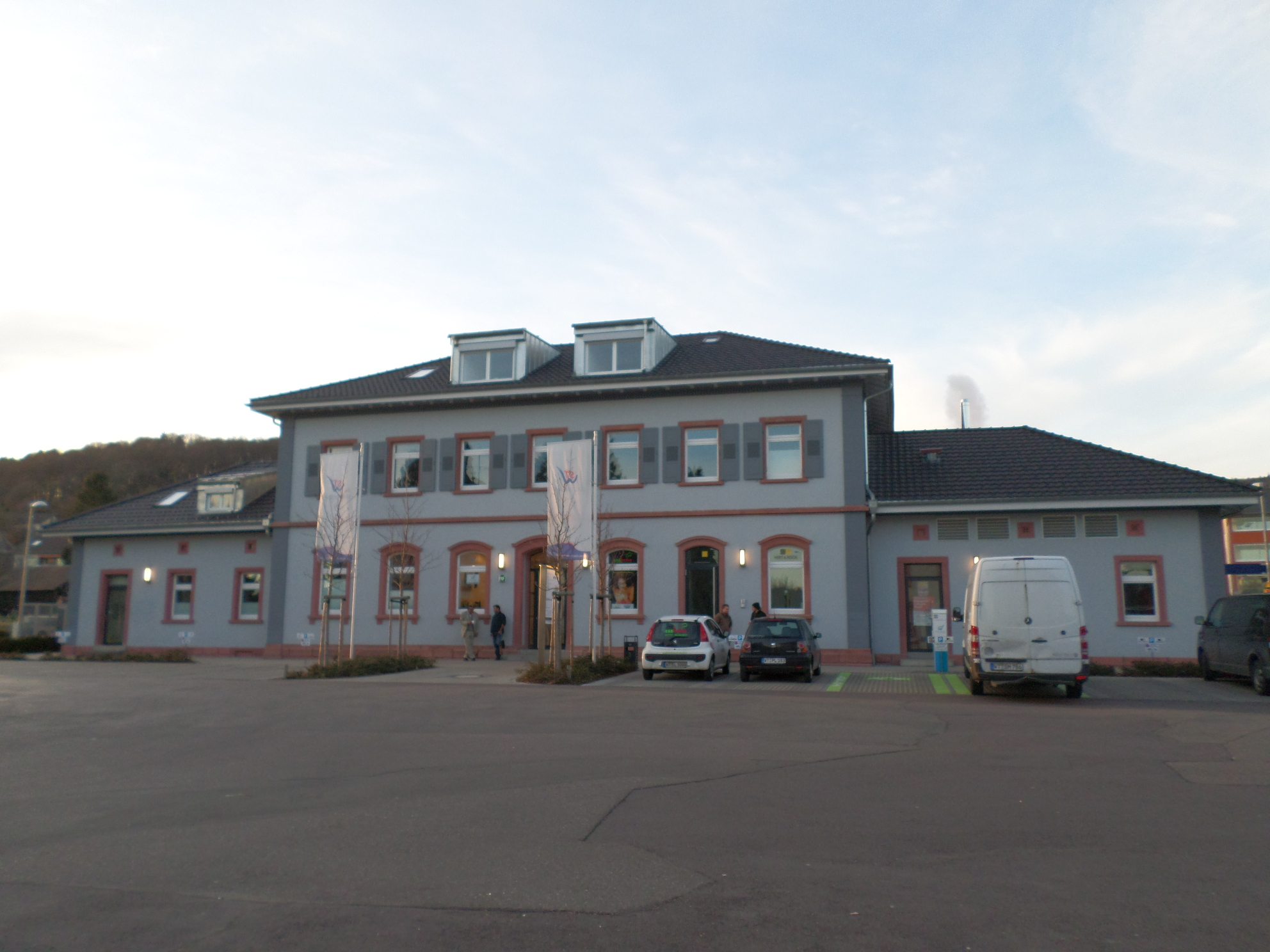
Ga Tiengen

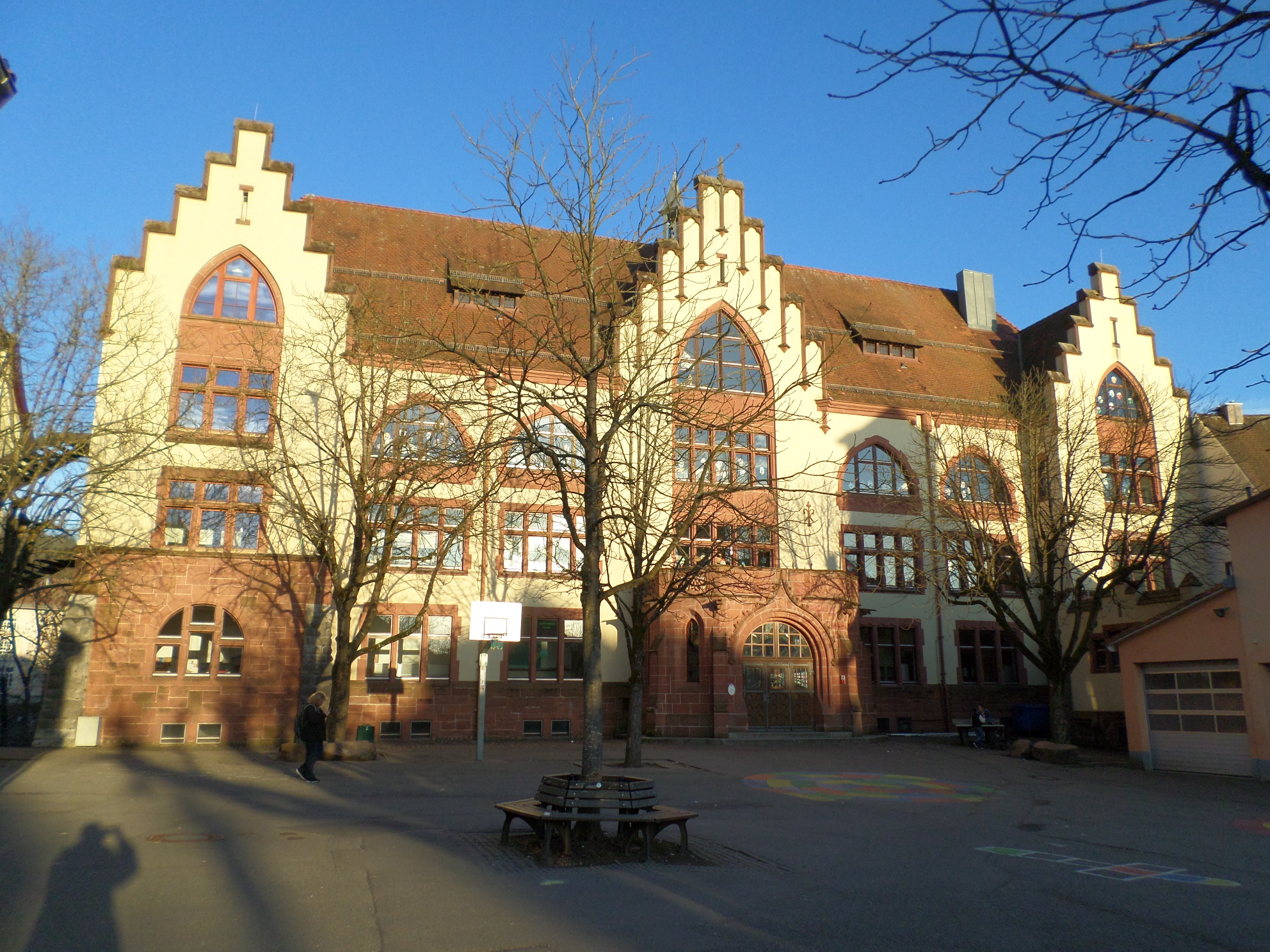
Trường Heinrich Hansjakob